# Heerenveen
Heerenveen (vestfrisisk: It Hearrenfean) er en kommune i provinsen Frisland i Nederlandene. Kommunens samlede areal udgør 140,15km2 (hvoraf 4,97km2 er vand) og indbyggertallet er på 42.811 indbyggere (2005).